# Prawdziwe imiona
Prawdziwe imiona (tyt. oryg. True names) – opowiadanie fantastycznonaukowe napisane przez Vernora Vingego, opublikowane po raz pierwszy w 1981.
Autor, informatyk z Uniwersytetu Stanowego San Diego próbuje w sposób realistyczny i zgodny ze stanem wiedzy naukowej, przedstawić wyobrażenie cyberprzestrzeni i mechanizmów umożliwiających bohaterom działanie w jej obrębie. W opowiadaniu przedstawione są również przemyślenia autora na temat transhumanizmu, anarchizmu oraz, sformułowanej przez niego w latach późniejszych, teorii osobliwości technologicznej. Prekursorskie dla cyberpunku opowiadanie było nominowane do nagrody Nebula w 1981, a w 1982 do nagrody Hugo. W 2007 zostało nagrodzone Prometeheus Hall of Fame Award.

## Fabuła
Treść opowiadania koncentruje się wokół grupy hakerów, nazywających siebie czarnoksiężnikami, działających w cyberprzestrzeni, w obszarze gry fabularnej, której scenariusz nawiązuje do średniowiecza. W „Sabacie” skupiającym grupę o najwyższych umiejętnościach hakerskich pojawia się osobnik planujący przejęcie władzy nad światem rzeczywistym. Znienawidzeni przez hakerów agenci rządowi próbują zapobiec przewrotowi.

## Odwołania w literaturze
W hołdzie Vernorowi Vinge’owi, Benjamin Rosenbaum i Cory Doctorow napisali mikropowieść (novella) zatytułowaną tak samo jak opowiadanie Vinge’a, przedstawiającą wszechświat, za miliony lat, zaludniony istotami o charakterze sztucznych inteligencji, żyjącymi jako elektroniczne, binarne byty w podłożu z komputronium. Istoty te na swój sposób uprawiają seks, rozmnażają się i prowadzą wojny. W 2009 mikropowieść była nominowana do nagrody Hugo i do nagrody Locusa.